# 来新寺
来新寺，位于西藏自治区日喀则市聂拉木县亚来乡来新村，是一座藏传佛教格鲁派女尼的寺院。

## 简介
来新寺位于西藏自治区日喀则市聂拉木县，是聂拉木县主要藏传佛教寺庙之一，也是聂拉木县宗教活动场所之一。
来新寺位于聂拉木县城以北，距聂拉木县城37公里，平均海拔4425米，属藏传佛教格鲁派，主佛为观世音菩萨。到21世纪初，来新寺成立已700余年。来新寺占地面积3722.86平方米，建筑面积1601.98平方米，建筑人为向仁波切。寺内有卓玛拉康、独康、管康、玛尼拉康。21世纪初，有女尼13人，平均年龄38岁。女尼主要在四个行政村（即亚来村、土龙村、来新村、如甲村）活动。该寺以到村民家中念佛为收入，没有其他收入来源。该寺每年举办五次佛事活动：藏历元月十五日卓玛麦扎、藏历四月十五日萨嘎达瓦、藏历六月四日楚八次喜、藏历九月十五日拉巴提请、藏历十月二十五日嘎登昂曲。
唐良潮（男，汉族，中国共青团团员），1989年12月生，聂拉木县亚来乡边防派出所战士，驻聂拉木县亚来乡来新村来新寺工作队队员。他每次执勤都主动参加，还为无子女的老人洗衣服、打扫卫生、买营养品。2013年5月，他来到来新村来新寺驻寺，用自己积累的工资近1万元雇佣民工，购买建筑材料，为该寺建了一座温室大棚。2013年，唐良潮成为西藏自治区“中国梦·最佳爱岗敬业模范”候选人。
2013年度西藏自治区和谐模范寺庙暨爱国守法先进僧尼评选中，来新寺3名僧人被评为西藏自治区爱国守法先进僧尼。
2015年4月25日，尼泊尔发生强烈地震，聂拉木县境内白玛曲林寺等11座寺庙、拉康未受明显影响。